# Staffan Strindberg
Staffan Strindberg, född 1952 i Kalmar, är en svensk arkitekt. Han är son till länsarkitekten Åke Strindberg och Marianne, född Olsson, tillika bror till Henrik Strindberg. Han är brorsons son till nordpolsfararen Nils Strindberg och skulptören Tore Strindberg; deras far och Staffan Strindbergs farfars far var kusiner till författaren August Strindberg.
Staffan Strindberg är ledamot i Sveriges Arkitekters Etiska nämnd och deltar emellanåt som jurymedlem i arkitekttävlingar som representant för Sveriges Arkitekter.
Strindberg är också verksam i ledningsgruppen för Digital visualisering - arkitektur och design, Tekniska Högskolan i Jönköping.
Han spelar även i progg-rockbandet Ragnarök sedan sjuttiotalet.

## Nomineringar
- Årets Bygge för villa Näckros 2003.[3]
- Rödfärgspriset för Sommarhus på Drag 2004.[4]
- Sveriges Arkitekters Blekinge Kalmars Arkitekturpris 2010 för Förvaltningsbyggnaden på Norra Kyrkogården.[5]
- Wind energy in the Baltic Sea Region – the Upgrade 2011 för The Great Communicator.[6]